# L'uomo senza nome (film)
L'uomo senza nome (Mensch ohne Namen) è un film del 1932 diretto da Gustav Ucicky. La sceneggiatura di Robert Liebmann si basa sul romanzo Il colonnello Chabert di Honoré de Balzac pubblicato nel 1835. Mentre il libro racconta una storia che si svolge nel 1817, il film è ambientato nel 1932, con un soldato tedesco creduto morto nella prima guerra mondiale che torna a casa dall'Unione Sovietica, dove ha vissuto negli ultimi sedici anni, avendo perso la memoria.

## Trama
Durante la prima guerra mondiale, Heinrich Martin subisce un infortunio che gli fa perdere la memoria, non ricordandosi né il suo nome né che tipo di vita conduceva.
Egli viene da Berlino, dove era sposato e possedeva una fabbrica di automobili. Improvvisamente riacquista la memoria, e dopo 16 anni fa ritorno nella sua città e nella sua fabbrica, dove nessuno lo riconosce, e nessuno crede che aveva perso la memoria. Martin era stato dichiarato ufficialmente morto.
Per disperazione tenta il suicidio gettandosi da un ponte, ma viene salvato da uno sconosciuto di nome Julius Hanke. Hanke lo ospita nel suo alloggio per una notte.
Il mattino seguente Martin conosce la dattilografa Grete Schulze. La vivacità di questa donna, gli dà nuovo coraggio, e così tenta di riprendersi la sua fabbrica. Ci riesce bene a penetrare, fino a quando il suo vecchio amico e socio Sander, che non lo riconosce, gli indica la porta per uscire. E quando anche sua moglie lo considera un truffatore, deve rendersi conto che la persona "Heinrich Martin" per il resto del mondo non esiste più.

## Produzione
Il film fu prodotto dall'UFA.

## Distribuzione
Distribuito dall'UFA (azienda)|UFA, uscì nelle sale cinematografiche tedesche il 1º luglio 1932, presentato in prima all'Ufa-Palast am Zoo di Berlino.